# Cinkassé
Cinkassé (lub Senkase) – miasto w północnym Togo, w regionie Savanes. Położone jest przy granicy z Ghaną i Burkina Faso, około 500 km na północ od stolicy kraju, Lomé. W spisie ludności z 6 listopada 2010 roku liczyło 26 926 mieszkańców.